# San José Airport
San José Airport är en flygplats i Guatemala.   Den ligger i departementet Departamento de Escuintla, i den södra delen av landet, 90 km söder om huvudstaden Guatemala City. San José Airport ligger 8 meter över havet.
Terrängen runt San José Airport är mycket platt. Havet är nära San José Airport söderut.  Närmaste större samhälle är Puerto San José, 1,8 km sydost om San José Airport. 